# Whole Earth Catalog
Der Whole Earth Catalog war ein US-amerikanisches Gegenkultur-Magazin und Produktkatalog. Herausgegeben wurde er zwischen 1968 und 1972 (gelegentlich bis 2003) von Stewart Brand, dem späteren Erfinder des Begriffs „Personal Computer“.
Der Katalog enthielt Essays und Artikel, konzentrierte sich aber in erster Linie auf Produktbewertungen. Der Schwerpunkt lag dabei auf Selbstversorgung, Ökologie, Alternativpädagogik, dem Selbermachen (Do it yourself) und Holismus.
Auf der dritten Seite jeder Ausgabe erläuterten die Macher das sehr einfache Auswahlsystem:
Ein Artikel wurde in den Katalog aufgenommen, wenn er:
1. als Werkzeug nützlich ist,
2. für unabhängige Bildung relevant ist,
3. hohe Qualität hat oder wenig kostet,
4. nicht schon ins allgemeine Bewusstsein vorgedrungen ist,
5. und leicht per Post verschickt werden kann.

Obwohl der Whole Earth Catalog eine breite Palette von Produkten (Kleidung, Bücher, Werkzeuge, Maschinen, Saatgut usw.) aufführte und testete, verkaufte der Herausgeber keines der Produkte selbst. Stattdessen wurden die Kontaktinformationen des Verkäufers neben dem Artikel und seiner Prüfung aufgeführt. Aus diesem Grund waren zahlreiche Ausgaben und Aktualisierungen erforderlich, um die Preis- und Verfügbarkeitsinformationen auf dem neuesten Stand zu halten.
Der Katalog prägte und verbreitete viele Denkansätze, die heute mit den 1960ern und 1970ern verknüpft sind, wie die der Gegenkultur und der Umweltbewegung. Spätere Ausgaben beeinflussten die 1970er bis 1990er Jahre.
Steve Jobs, Gründer von Apple Inc., bezeichnete den Katalog als eine der Bibeln seiner Generation und als analogen Vorläufer von Suchmaschinen wie Google im Internet. Er zitierte daraus die Aufforderung „Stay hungry, stay foolish“ (engl., dt. in etwa Bleib wissensdurstig, bleib tollkühn).